# Лурос (Превеза)
Лу́рос (греч. Λούρος) — малый город в Греции. Административно относится к общине Превеза в периферийной единице Превеза в периферии Эпир. Расположен на высоте 30 м над уровнем моря, на правом берегу реки Лурос, севернее устья, у подножья горы Залонгон (773,5 м), к западу от Арты, к северо-западу от Амфилохии, к северу от Превезы, к юго-западу от Янины и Филипьяса. Площадь 35,349 км². Население 1938 человек по переписи 2011 года.
Через город проходит дорога Арта — Превеза.

## Население
| Год  | Население, человек |
| ---- | ------------------ |
| 1991 | 2092               |
| 2001 | 2152               |
| 2011 | ↘ 1938             |